# راموش هاراديناج
راموش هاراديناي (بالألبانية: Ramush Haradinaj)، من مواليد 3 سبتمبر 1968 في ديشاني، جمهورية صربيا الاشتراكية، يوغوسلافيا (كوسوفو حاليا). هو سياسي كوسوفي من أصل ألباني، ورئيس وزراء كوسوفو في الفترة ما بين سبتمبر 2017 ويوليو 2019 ومابين 2004 و2005، وضابط سابق وقائد في جيش تحرير كوسوفو.
بعد حل يوغوسلافيا، كان هاراديناي قائد جيش تحرير كوسوفو في غرب كوسوفو. في أعقاب النزاع، دخل هاراديناي عالم السياسة، لكنه سرعان ما استقال بعد أن أصبح أحد قادة جيش تحرير كوسوفو المتهمين من قبل المحكمة الجنائية الدولية ليوغوسلافيا السابقة بارتكاب جرائم حرب وجرائم ضد الإنسانية في حق الصرب والرومانيين والألبان بين مارس وسبتمبر 1998 أثناء حرب كوسوفو. في 3 أبريل 2008، تمت تبرئته من جميع التهم. قام الادعاء باستئناف حكم البراءة وجادل بأنه لم يُمنح الوقت الكافي لتأكيد شهادة اثنين من الشهود الناقدين. في عام 2010 وافقت دائرة الاستئناف وأمرت بإعادة محاكمة جزئية في لاهاي، هولندا. استغرقت إعادة المحاكمة ما يزيد قليلاً عن عامين، وفي 29 نوفمبر 2012، تمت تبرئة هاراديناي والمدعى عليه الآخر للمرة الثانية في جميع التهم.

## الاستقالة
في 19 يوليو 2019، استقال هاراديناي من منصبه بعد استدعائه للاستجواب من قبل مكتب المدعي العام المتخصص في لاهاي. وقال إنه «لا يمكن أن يكون رئيس وزراء كوسوفو والمشتبه به في الوقت نفسه». حدثت سيناريوهات مماثلة في أبريل 2008، حيث برئته المحكمة الجنائية الدولية ليوغوسلافيا السابقة بسبب «عدم وجود دليل»، وفي نوفمبر 2012 من قبل محكمة الأمم المتحدة.

## حياته الخاصة
نشأ أسلاف هاراديناج من إيبالو، بوكا في شمال ألبانيا، وهاجروا بعد ذلك إلى كوسوفو. وما زال والده وأمه وأفراد أسرته يقيمون في منزل العائلة في غلوديجان. كان هاراديناج متزوجا في السابق من امرأة فنلندية أنجب منها ولدا يسمى شكيلزن. راموش هاراديناج متزوج حاليا من مراسلة راديو تلفزيون كوسوفو للأخبار أنيتا هاراديناج، ولديهما ثلاثة أطفال صغار: طفلان وفتاة واحدة.
هاراديناج لا يعتبر نفسه مسلماً. أعلن: «على مدى أجيال كان أفراد عائلتي من الكاثوليك. لا أعرف لماذا أنا مسلم. لم أكن في مسجد أبدا ولا أطلب أي شيء آخر».
في مقابلة في روبيكون، صرح هاراديناج: «ديني هو الألبانية، أفضل ديانة في العالم.».
هاراديناج يحمل الجنسية الألبانية، وطني وقومي ألباني، ودعا إلى تكثيف العلاقات بين البلدين.
يتحدث هاراديناج اللغتين الألبانية والإنجليزية، وكذلك اللغة الصربية، والتي استخدمها في مقابلاته وندواته مع مجتمع صرب كوسوفو لإظهار الاحترام حسب قوله.

## روابط خارجية
- راموش هاراديناج على موقع مونزينجر (الألمانية)